# بين غولدبرغ
بين غولدبرغ (بالإنجليزية: Ben Goldberg)‏ هو عازف جاز وملحن أمريكي، ولد في 8 أغسطس 1959 في دنفر في الولايات المتحدة.

## وصلات خارجية
- بين غولدبرغ على موقع IMDb (الإنجليزية)
- بين غولدبرغ على موقع ميوزك برينز (الإنجليزية)
- بين غولدبرغ على موقع أول ميوزيك (الإنجليزية)
- بين غولدبرغ على موقع ديسكوغز (الإنجليزية)